# Ozarba tacana
Ozarba tacana är en fjärilsart som beskrevs av Emilio Berio 1976/77. Ozarba tacana ingår i släktet Ozarba och familjen nattflyn. Inga underarter finns listade i Catalogue of Life.